# سریمانگال
سریمانگال (به لاتین: Sreemangal Upazila) یک منطقهٔ مسکونی در بنگلادش است که در ناحیه مولوی‌بازار واقع شده‌است. سریمانگال ۴۵۰٫۷۴ کیلومتر مربع مساحت و ۲۳۰٬۸۸۹ نفر جمعیت دارد.